# Gabriella Ambrosio
Gabriella Ambrosio (novembre 1954) è una scrittrice, saggista, pubblicitaria e giornalista italiana.

## Storia professionale
Si laurea in Filosofia a Napoli ed è giornalista prima alla Gazzetta del Mezzogiorno e poi in cronaca al Quotidiano, nella redazione di Taranto. Si trasferisce poi a Roma dove lavora come copywriter in Publicis, J.W.Thompson e altre, e nel 1992 co-fonda la sua agenzia, prima chiamata AM, poi AMNewton 21, ora YesIAm, premiata per la sua qualità creativa molte volte in Italia, Europa, Stati Uniti. Dal 1992 è anche membro dell'Art Directors Club Italiano.
Negli anni 2003/2007 è docente a contratto del corso avanzato di "Teorie e tecniche della comunicazione pubblicitaria" alla facoltà di Scienze della Comunicazione alla Sapienza di Roma, dove negli anni 2000/2002 ha condotto un laboratorio di scrittura. 
I suoi due saggi, "Siamo quel che diciamo" (2002) e "Le nuove terre della pubblicità" (2005), editi da Meltemi, ispirati a una visione generale e a un'etica professionale, sono libri di testo in molte sedi d'esami universitarie in Italia.

## Lavori di narrativa
Il romanzo Prima di lasciarsi, pubblicato nel 2004 in Italia, è ispirato alla storia vera dell'attentato suicida commesso nel 2002 nel supermercato di Kiryat HaYovel, Gerusalemme, da Ayat Al-Akhras diciassettenne palestinese del campo profughi di Dheisheh. Il libro, tradotto in varie lingue, è stato anche pubblicato sia in arabo che in ebraico nel 2008, e adottato da scuole di entrambi i popoli, università e ONG della regione.
Il libro narra le ultime 7 ore prima dell'attentato, seguendo i passi e le ragioni della giovane kamikaze, della guardia di sicurezza israeliana che cercherà di fermarla e della ragazza israeliana che si troverà sul luogo al momento dell'esplosione. Assumendo i diversi punti di vista dei tre principali caratteri e delle persone che incontrano, il libro cerca di tracciare un quadro della complessa realtà politica e umana della regione.
In un'intervista rilasciata in Israele, Ambrosio ha dichiarato di essere stata spinta a investigare e a scrivere su questa storia dopo aver saputo che, a causa della straordinaria somiglianza fra le due ragazze coinvolte nell'esplosione, una palestinese, l'altra israeliana, nella confusione seguita all'attentato i notiziari israeliani avevano parlato a lungo di due sorelle kamikaze.
Il libro, premiato al Festival du Premier Romance di Chambéry in Francia, è stato pubblicato in UK, Irlanda, Australia, Nuova Zelanda col titolo di "Before we say goodbye", in Francia come Deuze heures avant, in Germania come Der Himmel uber Jerusalem, in Spagna come Antes de despedirnos, oltre che in paesi come la Grecia, la Turchia, la Corea del Sud, la Cina.
Viene studiato come esempio di relazione fra letteratura e diritti umani in università in UK e Canada.
In molti Paesi ha avuto l'endorsement di Amnesty International.
Il racconto Sticko, pubblicato nel 2009 in Gran Bretagna e in seguito in molti altri paesi, fra cui anche l'Italia, è parte dell'antologia Freedom concepita da Amnesty International, cui hanno partecipato alcuni fra i più grandi scrittori del mondo, ognuno con un racconto ispirato a un articolo della Dichiarazione dei Diritti dell'Uomo.
Sticko, scritto per l'articolo contro la tortura, si ispira ai fatti accaduti nella caserma Bolzaneto a Genova in occasione del G8 del 2001.
Il racconto è stato nominato per il Pushcart Prize 2015 dalla rivista statunitense "The Atlas Review".
Il romanzo di narrativa non fiction Il garbuglio di Garlasco, pubblicato nel 2022 in Italia , ripercorre la storia di grande clamore mediatico di 
Alberto Stasi, condannato per l'omicidio della sua fidanzata Chiara Poggi, avvenuto quando lui aveva 23 anni e lei 26. Il libro è basato sullo studio dei documenti processuali e su interviste ai protagonisti, sia noti che inediti, della vicenda. Nel 2025 questa vicenda giudiziaria si è riaperta proprio sulla base degli elementi descritti nel romanzo, che è stato perciò definito dalla stampa “un libro profezia”.   
Il romanzoTu che conosci gli uomini narra l'amore fra un adolescente in cerca della propria identità sessuale e una giovane prostituta.

## Opere

### Saggi
- Siamo Quel che Diciamo, Meltemi, 2002. ISBN 88-8353-536-7
- Le Nuove Terre della Pubblicità, Meltemi 2005. ISBN 88-8353-408-5

### Narrativa
- Prima di Lasciarsi, Nutrimenti, 2004. ISBN 88-88389-26-1
- Prima di Lasciarsi, 2008 in ebraico ISBN 978-965-7171-79-0
- Prima di Lasciarsi 2008 in arabo
- Before We Say Goodbye, Walker Books, 2010. ISBN 978-1-4063-2504-1
- Douze heures avant Gallimard, 2011. ISBN 978-2-07-063842-0
- Der Himmel ber Jerusalem, Fischer, Germany, 2012. ISBN 978-3-596-85471-4
- Antes de despedirnos Planeta, Spain, 2011. ISBN 978-84-279-0138-4
- Ayrılmadan Önce, Kemzi Kitabevi, Turkey, 2011. ISBN 978-975-14-1431-1
- Prima di Lasciarsi, Psichogios, Greece 2012. ISBN 978-960-496-634-9
- 안녕이라고 말하기 전에 Joongang Books, Korea, 2012. ISBN 978-89-278-0351-5
- 哭泣的耶路撒冷 Jieli Publishing House, China. BSY310
- Sticko, Freedom, Mainstream, 2009. ISBN 978-1-84596-494-8
- Sticko, Freedom Key Porter, 2009. ISBN 978-1-55470-217-6
- Sticko, Freedom Broadway Paperbacks, 2009. ISBN 978-0-307-58883-8
- Sopa, Ozgurluk, Dogan Kitap, 2009. ISBN 978-605-111-913-7
- Palo, Libertad, Kailas 2010. ISBN 978-84-89624-69-6
- Stecco, Libertad, Mondadori 2010. ISBN 978-88-04-60093-0
- Il garbuglio di Garlasco, Rubbettino 2022. ISBN 978-88-498-7098-5
- Tu che conosci gli uomini, Affiori Giulio Perrone 2024. ISBN 979-12-5579-106-5